# Juan Bautista Ambrosetti
Juan Bautista Ambrosetti (Gualeguay, Entre Ríos, 22 de agosto de 1865 — Buenos Aires, 28 de maio de 1917) foi um naturalista, arqueólogo e antropólogo argentino.

## Obras
- Arqueología argentina
- Supersticiones y leyendas
- Los monumentos megalíticos de Tafí del Valle (1896)
- La civilización calchaquí
- Los cementerios prehistóricos del Alto Paraná.
- La arqueología argentina de fines del siglo XIX y principios del XX a través de J.B.Ambrosetti, por María del Pilar Babot, en Mundo de Antes nº1, (1998), Instituto de Arqueología y Museo. (UNT).
- José Babini (1963). La Ciencia en la Argentina. Biblioteca de América, libros del tiempo nuevo. EUDEBA.